# Conoidasida
Conoidasida é uma classe de seres vivos do reino Protista. A classe foi definida em 1988 por Levine e contém duas subclasses: Coccidia e Gregarinia. Todos os membros desta classe têm um mizocitosis. Os gregarínios tendem a parasitar invertebrados. Já o coccidia infecta principalmente vertebrados e atua a nível intracelular.